# 15339 Pierazzo
15339 Pierazzo è un asteroide della fascia principale. Scoperto nel 1994, presenta un'orbita caratterizzata da un semiasse maggiore pari a 2,9298963 UA e da un'eccentricità di 0,0805758, inclinata di 3,09959° rispetto all'eclittica.
L'asteroide è dedicato alla planetologa italiana Elisabetta Pierazzo.